# Youssouf Koné
Youssouf Koné (ur. 5 lipca 1995 w Bamako) – malijski piłkarz grający na pozycji lewego obrońcy. Zawodnik klubu Troyes AC, do którego jest wypożyczony z Olympique Lyon.

## Kariera piłkarska
Swoją karierę piłkarską Koné rozpoczął w klubie AS Bakaridjan. W sezonie 2012/2013 zadebiutował w nim w pierwszej lidze malijskiej. Latem 2013 odszedł do francuskiego Lille OSC. 2 marca 2014 zadebiutował w jego barwach w Ligue 1 w wygranym 3:2 wyjazdowym meczu z AC Ajaccio, gdy w 84. minucie zmienił Divocka Origiego. W sezonie 2017/2018 był wypożyczony z Lille do Stade de Reims, w którym zadebiutował 28 lipca 2017 w wygranym 1:0 wyjazdowym meczu z Nîmes Olympique. W sezonie 2018/2019 ponownie grał w Lille, z którym wywalczył wicemistrzostwo Francji.
Latem 2019 Koné przeszedł do Olympique Lyon, a swój debiut w nim zaliczył 9 sierpnia 2019 w zwycięskim 3:0 wyjazdowym meczu z AS Monaco.
Latem 2020 Koné został wypożyczony z Lyonu do Elche CF. Swój debiut w Elche zanotował 30 września 2020 w wygranym 1:0 wyjazdowym spotkaniu z SD Eibar. W Elche spędził pół roku.
Na początku 2021 Koné wypożyczono do tureckiego Hataysporu. Zadebiutował w nim 21 lutego 2021 w wygranym 3:1 wyjazdowym meczu z BB Erzurumsporem. W Hataysporze grał przez pół roku.
Latem 2021 Koné udał się na wypożyczenie do Troyes AC, w którym swój debiut zaliczył 7 sierpnia 2021 w przegranym 1:2 domowym meczu z Paris Saint-Germain.
| Sezon   | Klub           | Kraj      | Rozgrywki         | Mecze | Gole |
| ------- | -------------- | --------- | ----------------- | ----- | ---- |
| 2012/13 | AS Bakaridjan  | Mali      | Première Division | ?     | ?    |
| 2013/14 | Lille OSC      | Francja   | Ligue 1           | 2     | 0    |
| 2013/14 | Lille OSC B    | Francja   | CFA               | 7     | 0    |
| 2014/15 | Lille OSC B    | Francja   | CFA               | 15    | 0    |
| 2015/16 | Lille OSC      | Francja   | Ligue 1           | 1     | 0    |
| 2015/16 | Lille OSC B    | Francja   | CFA               | 13    | 0    |
| 2016/17 | Lille OSC      | Francja   | Ligue 1           | 2     | 0    |
| 2016/17 | Lille OSC B    | Francja   | CFA               | 18    | 1    |
| 2017/18 | Stade de Reims | Francja   | Ligue 2           | 18    | 1    |
| 2018/19 | Lille OSC      | Francja   | Ligue 1           | 20    | 0    |
| 2019/20 | Olympique Lyon | Francja   | Ligue 1           | 11    | 0    |
| 2020/21 | Elche CF       | Hiszpania | Primera División  | 3     | 0    |
| 2020/21 | Hatayspor      | Turcja    | Süper Lig         | 6     | 0    |

## Kariera reprezentacyjna
W reprezentacji Mali Koné zadebiutował 6 września 2015 roku w zremisowanym 1:1 meczu kwalifikacji do Pucharu Narodów Afryki 2017 z Beninem. W 2017 roku został powołany do kadry na Puchar Narodów Afryki 2017, a w 2019 na Puchar Narodów Afryki 2019.